# Hans Faust (Fußballspieler)
Hans Faust (* 7. Juli 1958) ist ein ehemaliger deutscher Fußballspieler, der im Jahr 1981 die Deutsche Amateurmeisterschaft gewann.

## Sportlicher Werdegang
Faust gehörte bereits im Alter von 15 Jahren der A-Jugendmannschaft des 1. FC Köln an und wurde im Mittelfeld eingesetzt.
Im weiteren Verlauf seines Werdeganges spielte er für deren Zweite Mannschaft in der Oberliga Nordrhein, die die Saison 1980/81 als Meister abschloss und damit für die Teilnahme an der Deutschen Amateurmeisterschaft 1981 qualifiziert war. Faust bestritt alle fünf möglichen Spiele und erzielte beim 5:0-Sieg im Halbfinalrückspiel beim 1. FC Paderborn zwei und im mit 2:0 gewonnenen Finale gegen den FC St. Pauli das Tor zum Endstand in der 77. Minute.
Am 19. Dezember 1981 (19. Spieltag) kam er dann das erste Mal für die SG Wattenscheid 09 in der 2. Bundesliga und vom 10. Januar bis 12. April weitere zehn Mal zum Einsatz.
Zur Saison 1982/83 vom 1. FC Köln verpflichtet und zum Kader gehörend, kam er jedoch nur für deren Zweite Mannschaft zum Einsatz.